# Domingo Martínez (pintor)
Domingo Martínez (Sevilla, 1688-1749) fue un pintor barroco español, uno de los más destacados de la escuela sevillana en la primera mitad del siglo XVIII.

## Biografía
No son muchos los datos que conocemos sobre su vida; se formó en Sevilla, siendo uno de sus maestros Lucas Valdés, hijo de Valdés Leal. En 1714 se casó con Mariana de Espinosa con quien tuvo cinco hijos. Bien considerado dentro de la esfera local como prueban los encargos que recibió del arzobispo de Sevilla para realizar diferentes pinturas destinadas a la Catedral y a la iglesia de Nuestra Señora de la Consolación de Umbrete.

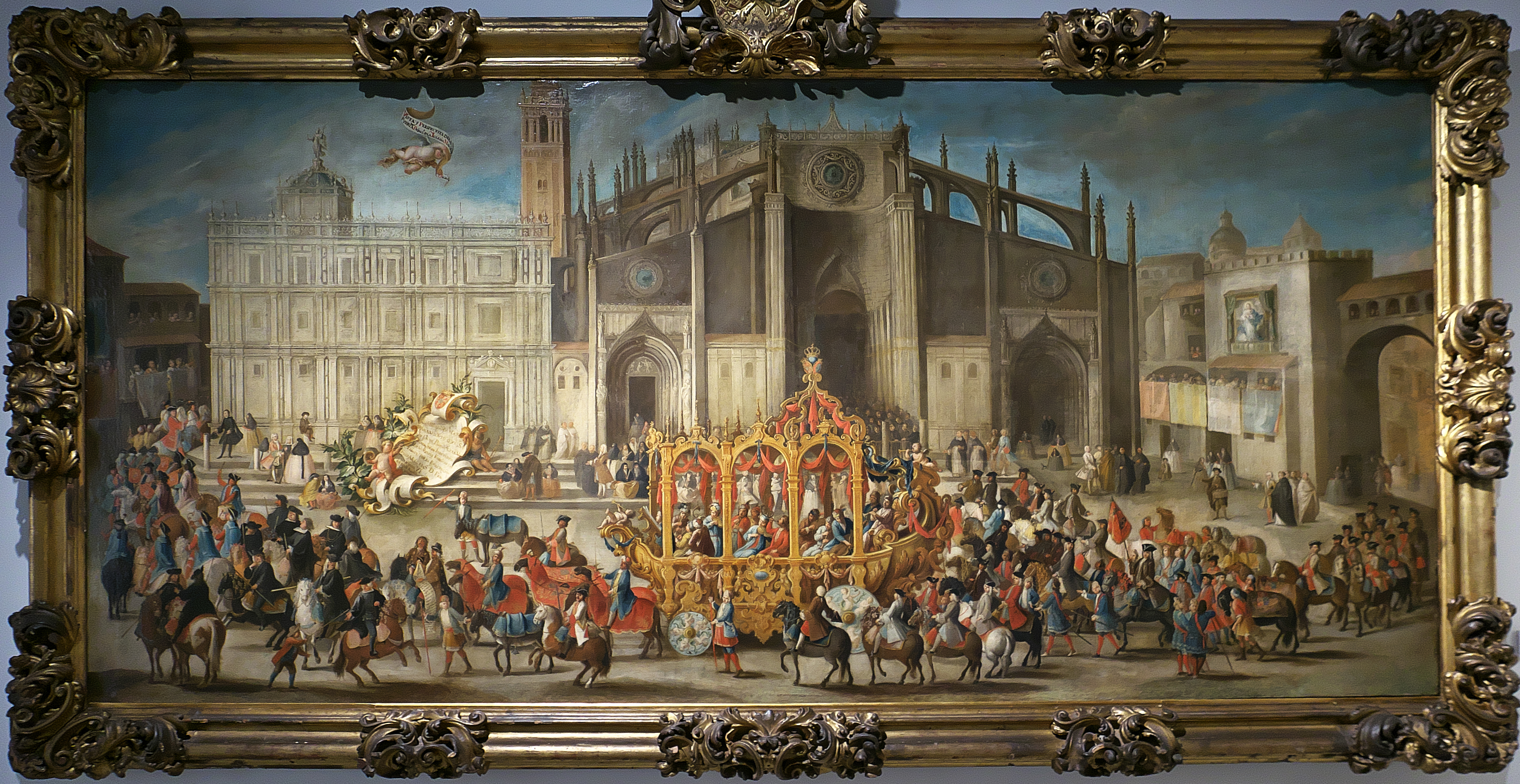
óleo sobre lienzo, de Domingo Martínez (ca. 1748-1749)

La estancia de la corte de Felipe V en Sevilla durante el periodo 1729-1733, le permitió entrar en contactó con los pintores franceses que estaban al servicio de la misma, como Jean Ranc y Louis-Michel van Loo. Esta influencia de la pintura francesa está presente en su obra, aunque su estilo es heredero directo del de Murillo. Fue el mismo Jean Ranc quien lo propuso a Felipe V como pintor de la corte cuando esta se trasladó de nuevo a Madrid. Sin embargo, Domingo Martínez no aceptó el ofrecimiento y permaneció en Sevilla. 
Entre sus discípulos se encuentran Andrés de Rubira, Pedro Tortolero y Juan de Espinal, quien se casó en 1724 con su hija Juana Martínez y heredó el taller familiar, convirtiéndose en cierto sentido en su continuador.

## Obras principales ordenadas cronológicamente

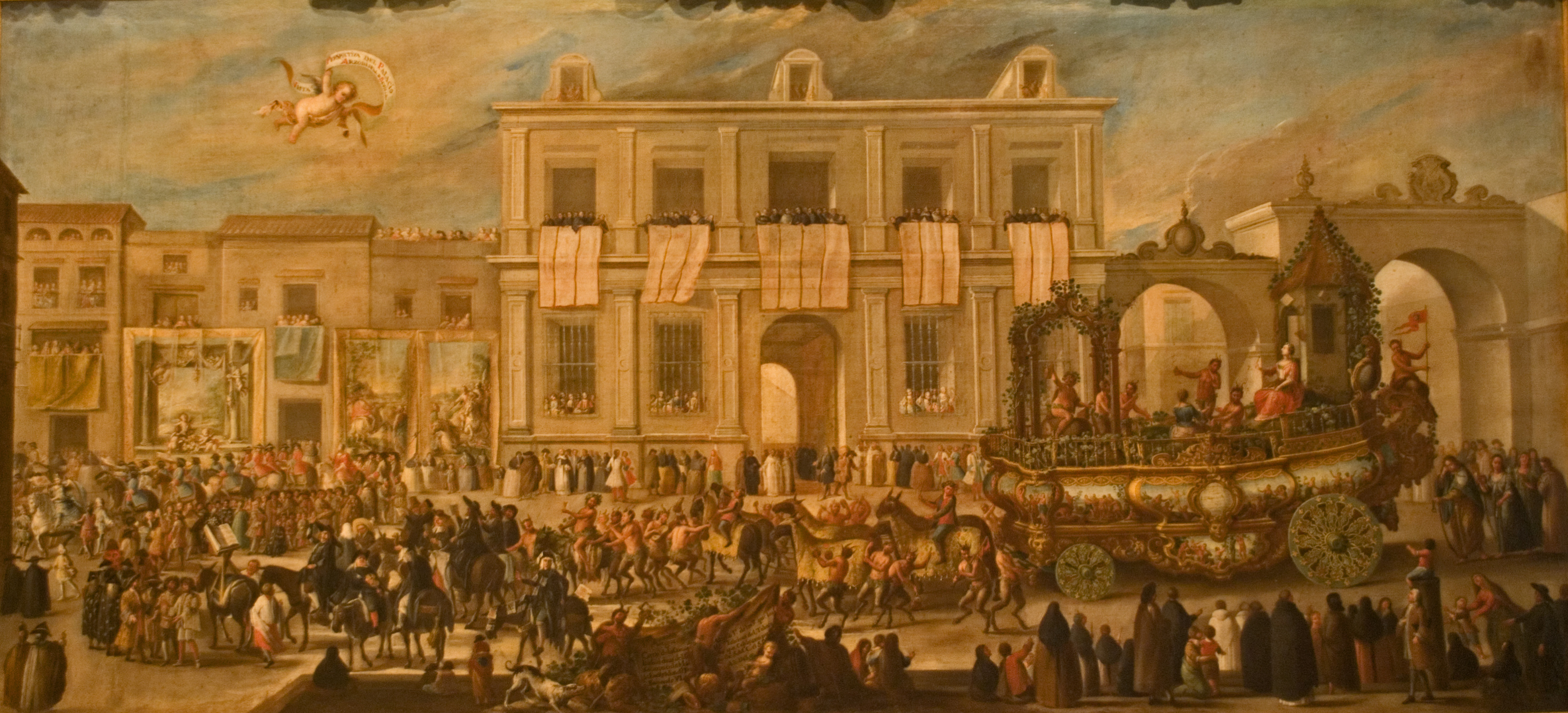
Carro de la Común Alegría (1748). Museo de Bellas Artes de Sevilla.

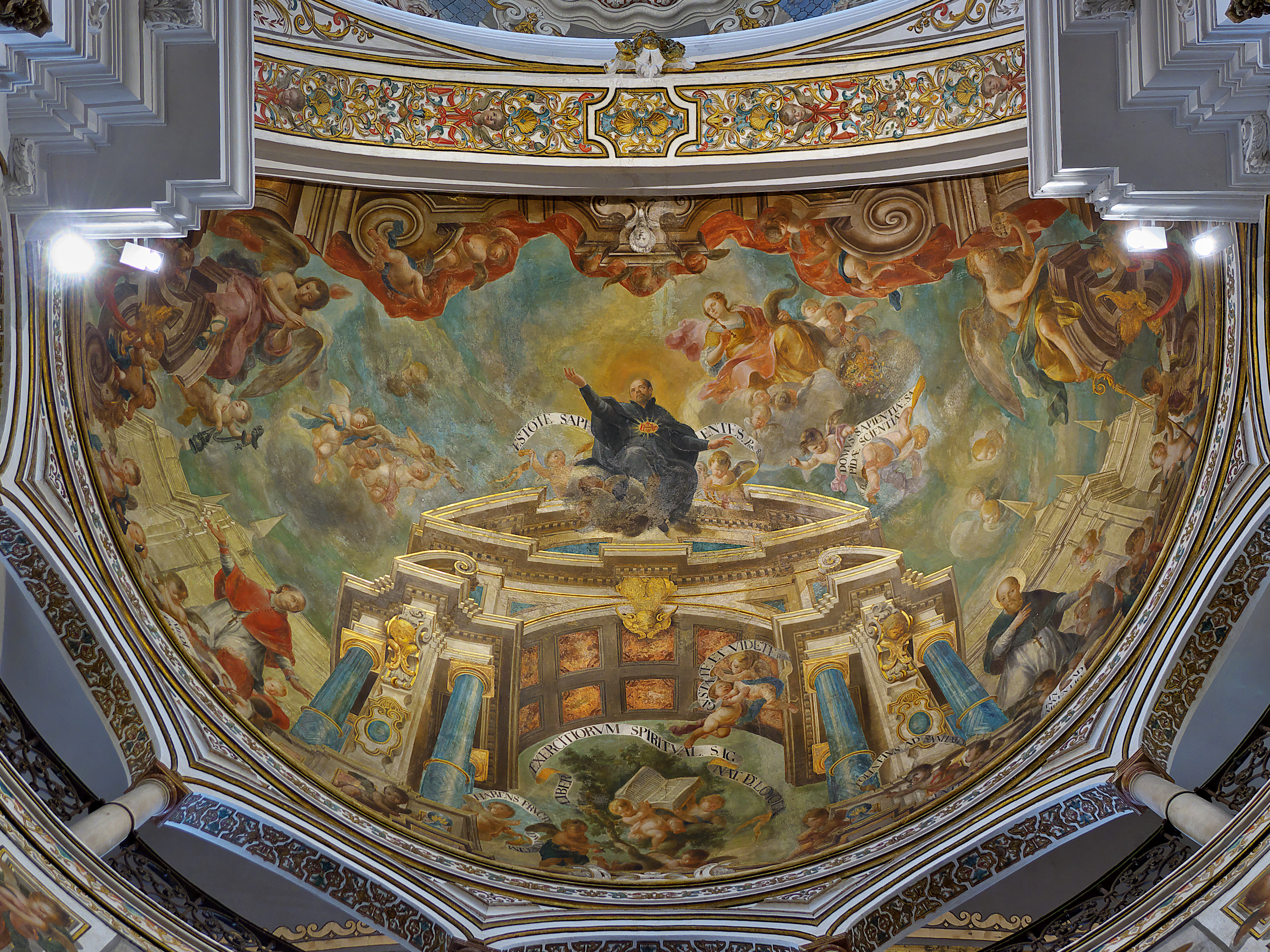
Apoteosis de san Ignacio, Iglesia de San Luis de los Franceses, Sevilla.

- Conjunto decorativo de la iglesia del Colegio de San Telmo (1724), actual Palacio de San Telmo de Sevilla. Incluye diferentes obras relacionadas con la vida y la infancia de Cristo y su relación con el mar, como Jesús discutiendo con los doctores del Templo, La Entrada de Cristo en Jerusalén, Cristo bendiciendo a los niños, La pesca milagrosa y Cristo calmando la tempestad. También pinturas murales que decoran el ábside con el tema de La Virgen como protectora de los navegantes.
- Cuadros para iglesia del Convento de Santa Paula de Sevilla (1730). Se trata de dos obras de grandes dimensiones: La partida de Santa Paula a Oriente y La muerte de Santa Paula. Se encuentran a ambos lados del presbiterio de esta iglesia, donde fueron reintegrados en septiembre del 2008, tras un proceso de restauración que se prolongó durante dos años.[1]
- Conjunto de 32 pinturas para el retablo mayor de la  iglesia del Buen Suceso de Sevilla (1733).
- Inmaculada en la iglesia de San Lesmes de Burgos (1733).
- Conjunto de pinturas para la iglesia de Nuestra Señora de la Consolación de Umbrete (1735). Entre ellas destaca una representación de Santa Bárbara.
- Lienzos para la capilla de la Virgen de la Antigua de la Catedral de Sevilla (1738).
- Retrato del Arzobispo don Luis de Salcedo y Azcona en el Palacio Arzobispal de Sevilla (1739).
- Apoteosis de la Inmaculada expuesta en el  Museo de Bellas Artes de Sevilla (1740).
- Decoración  al temple de la capilla dedicada a la Virgen de la Antigua en la iglesia de Santa Ana de Sevilla (1740).
- Decoración al temple de la iglesia de la Merced, actual Museo de Bellas Artes de Sevilla (1745).
- Pinturas murales de la iglesia de San Luis de los Franceses de Sevilla, realizadas alrededor de 1747.
- Lienzo de la Divina Pastora de las Almas (1747), en el Convento de Capuchinos de Sevilla.
- Conjunto de ocho lienzos realizados alrededor de 1748 para representar la gran mascarada celebrada en Sevilla en junio de 1747, con motivo de la subida al trono de España de los reyes Fernando VI y Bárbara de Braganza. Esta cabalgata, en la que participaron ocho grandes carrozas profusamente adornadas y acompañadas por numerosas comparsas, fue patrocinada por la Real Fábrica de Tabacos.[2]
- Retablo de Ánimas de la Parroquia de Santa María de las Nieves de Benacazón (primer tercio del siglo XVIII).
- Retablo de Ánimas de la Parroquia de San Pedro de Sevilla (primer tercio del siglo XVIII)